# Hajnowski
Hajnowski là một huyện thuộc tỉnh Podlaskie của Ba Lan. Huyện có diện tích 1624 km². Đến ngày 1 tháng 1 năm 2011, dân số của huyện là 45838 người và mật độ 28 người/km².